# Roode Brug
Roode Brug was een gerecht binnen de Stadsvrijheid van Utrecht.

## Ligging
Het gebied werd doorsneden door twee wegen, de huidige Laan van Chartroise en het huidige Ondiep. Er was bebouwing langs de Vecht en in het westen lag het klooster Nieuwlicht. De Rode brug over de rivier de Vecht verwijst naar het gerecht.

## Historie
De oorspronkelijke benaming van dit gerecht luidde: Proosdij van Sint-Jan. Het gebied maakte deel uit van de bezittingen van de proost van Sint Jan te Utrecht. Oorspronkelijk vormde het een geheel met Achttienhoven en lag het op de rechteroever van de Vecht. Na het afsnijden van de Vechtbocht in 1338 kwam het grootste deel op de linker oever te liggen. Op 20 augustus 1539 bepaalde de landvoogdes Maria van Hongarije dat het gedeelte van de proosdijlanden, waarin Roode Brug lag, bij de stadsvrijheid moest worden gevoegd. De reden voor deze verandering is onbekend. Het kwam erop neer dat de Hoofddijk de nieuwe grens werd. Omdat hierdoor de hoge jurisdictie aan de stad kwam (terwijl de proost ook de hoge jurisdictie bezat), ontstonden er in de volgende eeuwen conflicten tussen de stad en de proosdij. De lage jurisdictie bleef bij de proosdij. Bij de vorming van de gemeente Lauwerecht op 1 januari 1818 werd het gerecht Roode Brug bij deze gemeente gevoegd. Per 1 augustus 1823 werd de gemeente Lauwerecht en dus ook Roode Brug bij Utrecht gevoegd.

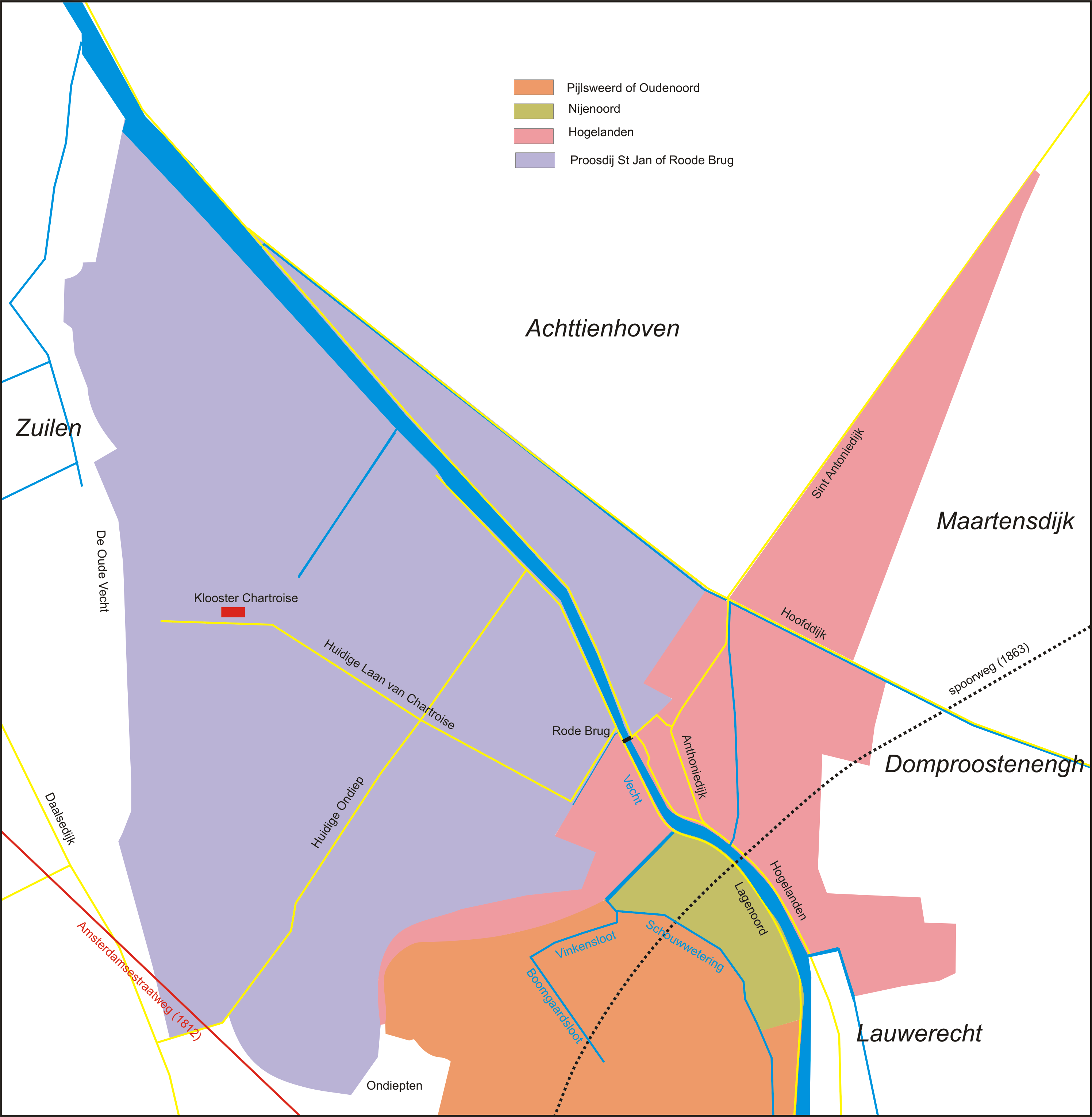
gerechten Hogelanden, Nijenoord en Roode Brug

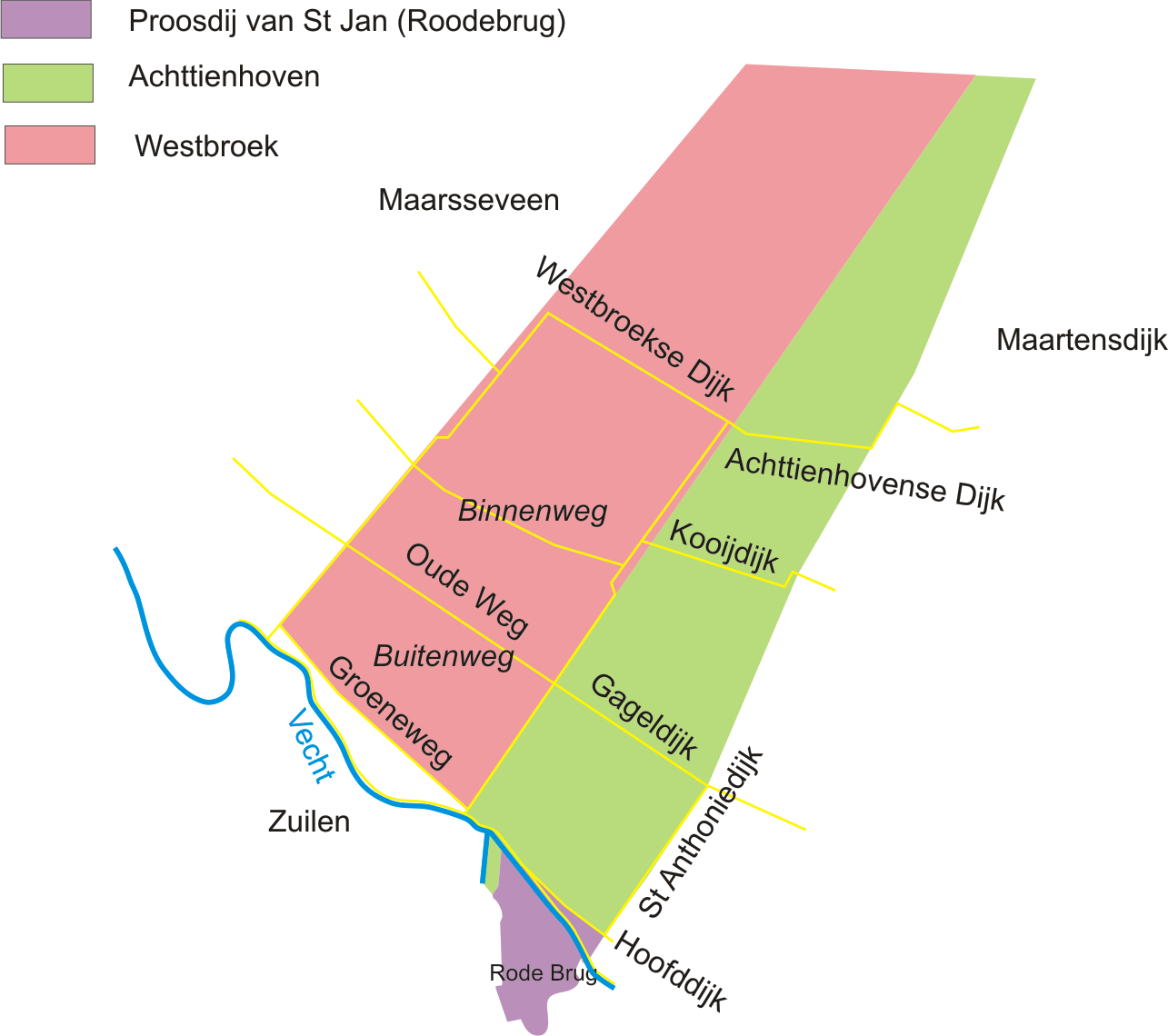
proosdij van St Jan en de ontginning van Achttienhoven